# Bruceville-Eddy
Bruceville-Eddy é uma cidade localizada no estado norte-americano de Texas, no Condado de Falls e Condado de McLennan.

## Demografia
Segundo o censo norte-americano de 2000, a sua população era de 1490 habitantes. 
Em 2006, foi estimada uma população de 1530, um aumento de 40 (2.7%).

## Geografia
De acordo com o United States Census Bureau tem uma área de 
8,4 km², dos quais 8,4 km² cobertos por terra e 0,0 km² cobertos por água.

## Localidades na vizinhança
O diagrama seguinte representa as localidades num raio de 20 km ao redor de Bruceville-Eddy. 